# Fontaine de Pallas Athéna
L'Athenebrunnen, ou fontaine de Pallas Athéna, est une fontaine qui porte le nom de la déesse de la mythologie grecque Athéna et se situe à Jean-Amery-Weg en direction de Karlshöhe (de) à Stuttgart dans la partie ouest de la ville. Il s'agit d'une création du sculpteur Karl Donndorf (1870-1941) datant de 1911. Cette importante fontaine tant sur le plan culturel qu' historique est pleinement opérationnelle depuis 2011.
Karlshöhe est aussi le nom de la zone au sud de la Höhe dans la partie sud de Stuttgart.

## Historique
La fontaine appartenait au parc de la villa construite en 1870 par l'industriel Gustav Siegle (de) (1840-1905). Sa veuve Julie fit construire la fontaine par le sculpteur Karl Donndorf sur le versant nord du Karlshöhe dans un style néoclassique. Elle était située dans le parc au-dessus de la villa Siegle qui se situe au pied du Karlshöhe, et en dessous de la résidence d'été qui était situé en hauteur.

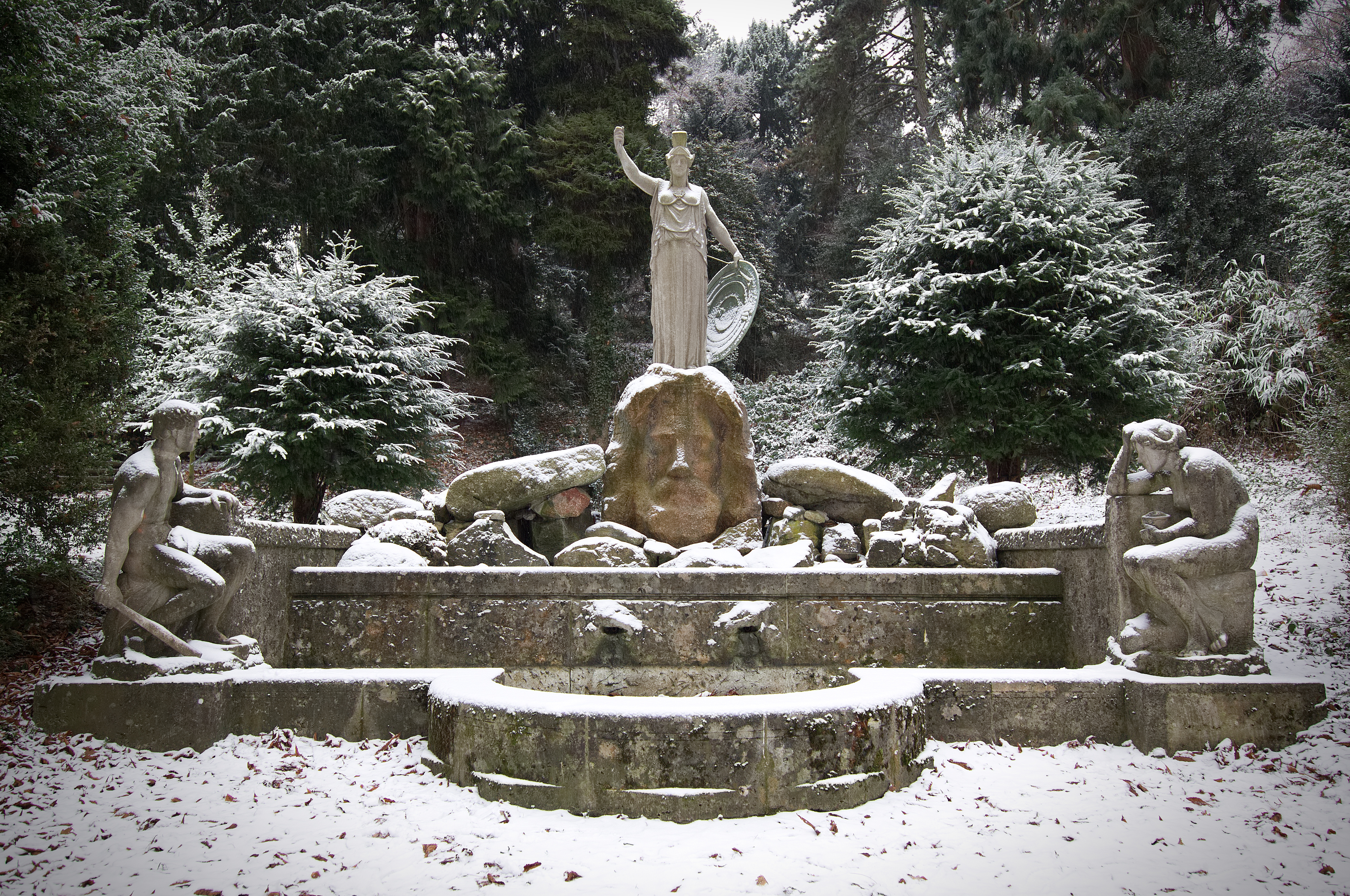
Fontaine de Pallas Athéna - (photo d'hiver)

Pendant la Seconde Guerre mondiale, l'ensemble du parc avait subi de gros dégâts. Le manoir avait été détruit en 1944 et les ruines démolies en 1953. Le chalet avait également été démoli en 1961 et remplacé par une terrasse panoramique avec un bar qui existe encore aujourd'hui. La fontaine d'Athéna était également tombée en ruine. En 1989, l'Association culturelle Verschönerungsverein Stuttgart (de), qui possède une grande partie de Karlshöhe, avait fait restauré les bassins et les figures des fontaines..
"Pour le 150e anniversaire en 2011, l'association culturelle Verschönerungsverein Stuttgart avait restauré les statues d'Athéna, de Pandore, de Prométhée,  la tête de Zeus et le système des fontaines. Depuis lors, la fontaine fonctionne normalement.

## Apparence

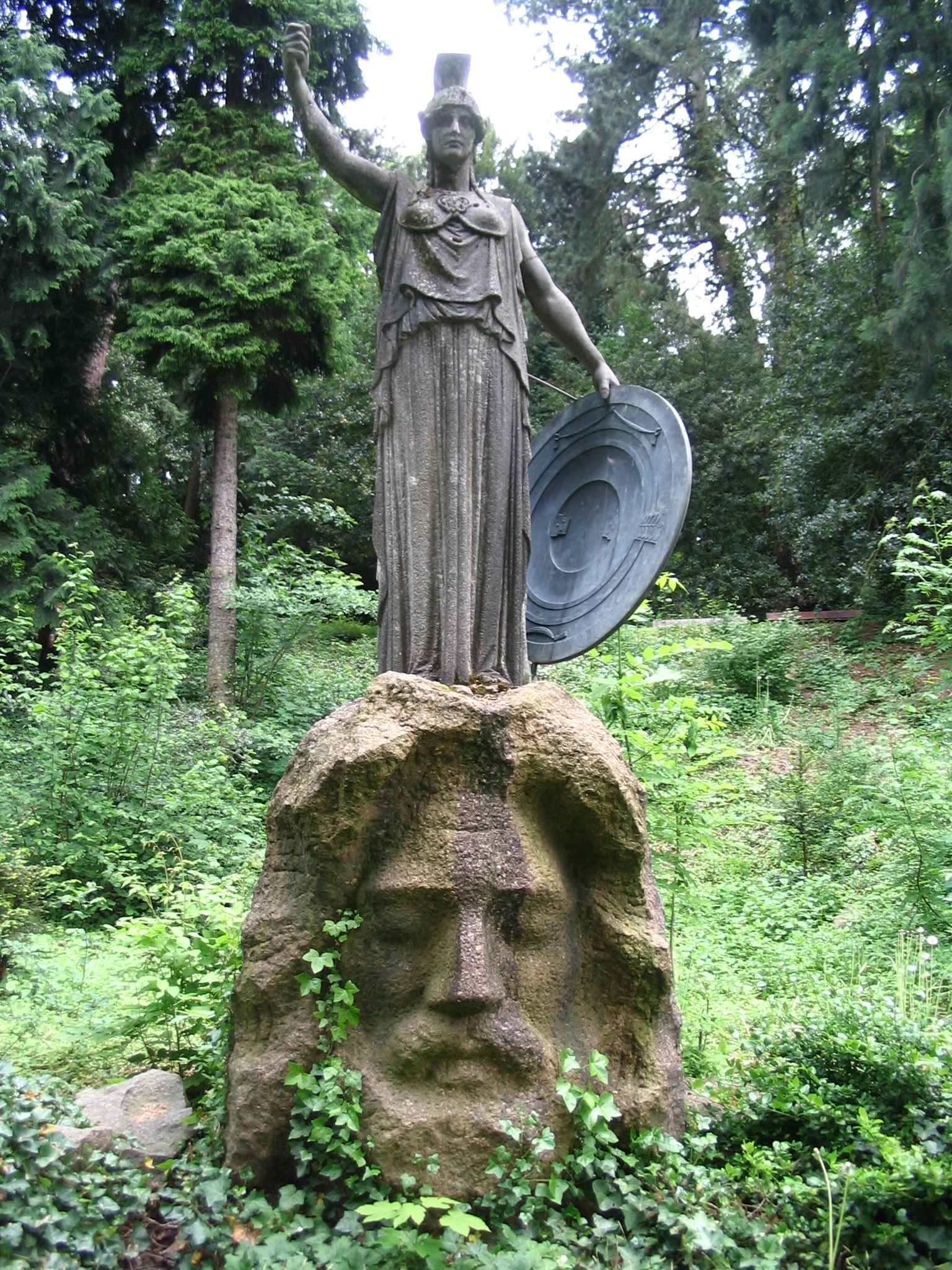
Fontaine de Pallas Athéna

Au centre de la fontaine néoclassique domine la statue de la déesse Athéna au moment de sa naissance. Selon la mythologie grecque - Hésiode - Théogonie (886-900) , elle sortit de la tête de son père portant l' armure. La statue de pierre d'Athéna porte un bouclier, une lance, une armure et un casque en métal. Seule la tête de Zeus apparaît et sert de socle à la statue de la déesse. .
Sous la statue d'Athéna et la tête de Zeus, se distinguent deux fontaines à gradins. À côté du bassin inférieur se dresse la statue de pierre de  Prométhée à droite d' Athéna tandis qu'à gauche la statue de pierre de Pandore avec la célèbre boîte sur ses genoux.

## Symbolisme
Le choix de la déesse Athéna reflète la façon dont la famille Siegle se voyait. La déesse Athéna est la protectrice de la ville d'Athènes mais de plus elle est considérée comme la déesse de la Sagesse et la patronne des Arts et des Sciences. Gustav et Julie Siegle étaient également de généreux partisans d'actions  culturelles, sociales et scientifiques. En 1893, le premier hôpital de Feuerbach Feuerbach leur revint mais aussi la Gustav-Siegle-Haus de Stuttgart en 1912 qui servait à l'éducation populaire.
De plus, le système des fontaines à gradins symbolise la double valeur de tout effort humain pour la Connaissance. Selon la mythologie grecque, Prométhée  a apporté le feu aux hommes  et a été cruellement puni pour son acte par Zeus. D'autre part Pandore, a apporté tous les maux aux humains en ne leur laissant que l'Espoir .
Trois ans plus tard, en 1914, Karl Donndorf entreprend un autre œuvre sur l'ambivalence du bien et du mal avec la Fontaine du Destin (Stuttgart) composée de la Déesse du Destin au centre du demi-cercle, à gauche la statue de l'allégorie de la douleur, à droite la statue de l'allégorie de la joie et de l'amour .

### Autres photos

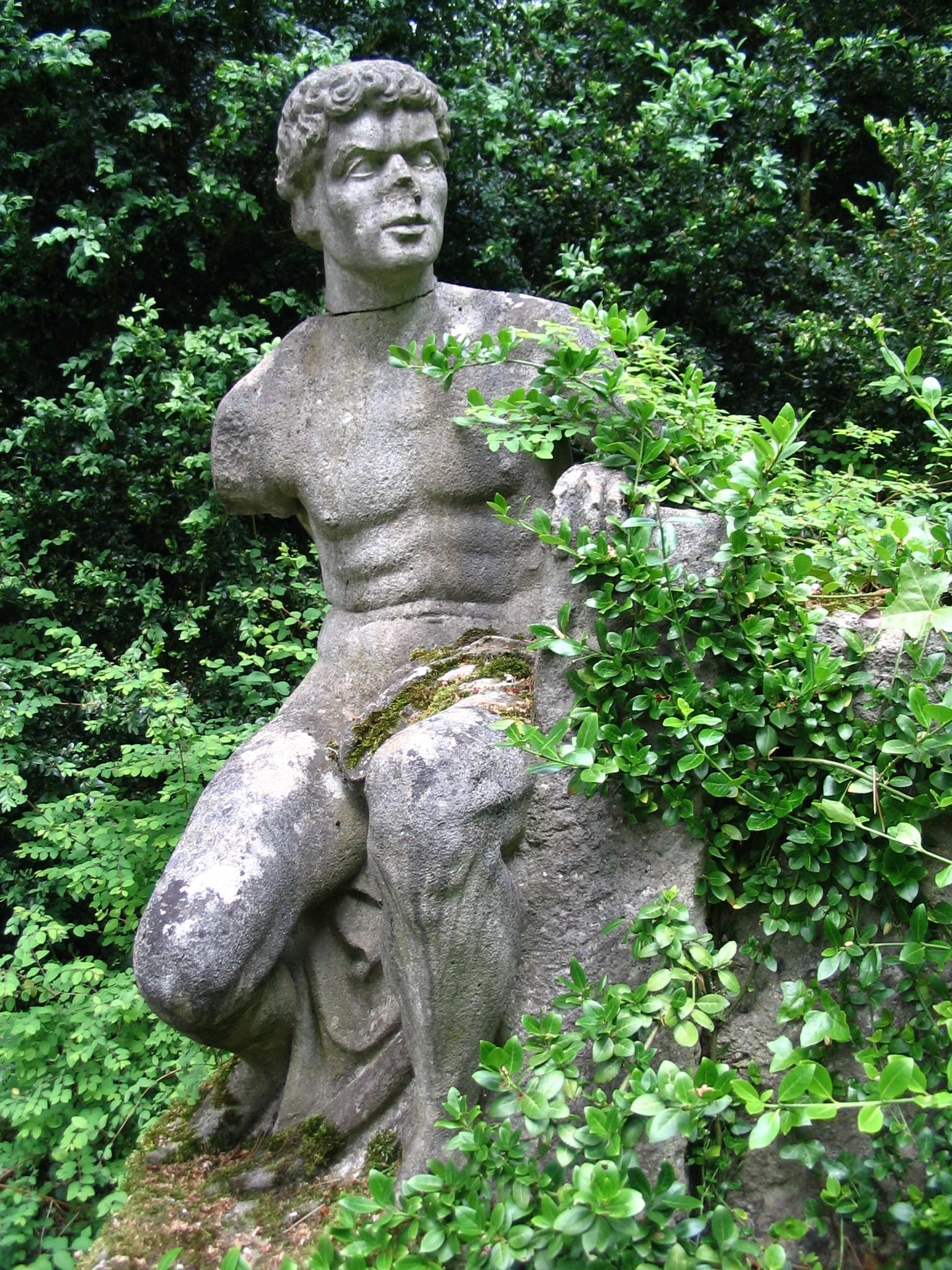
La statue de Prométhée
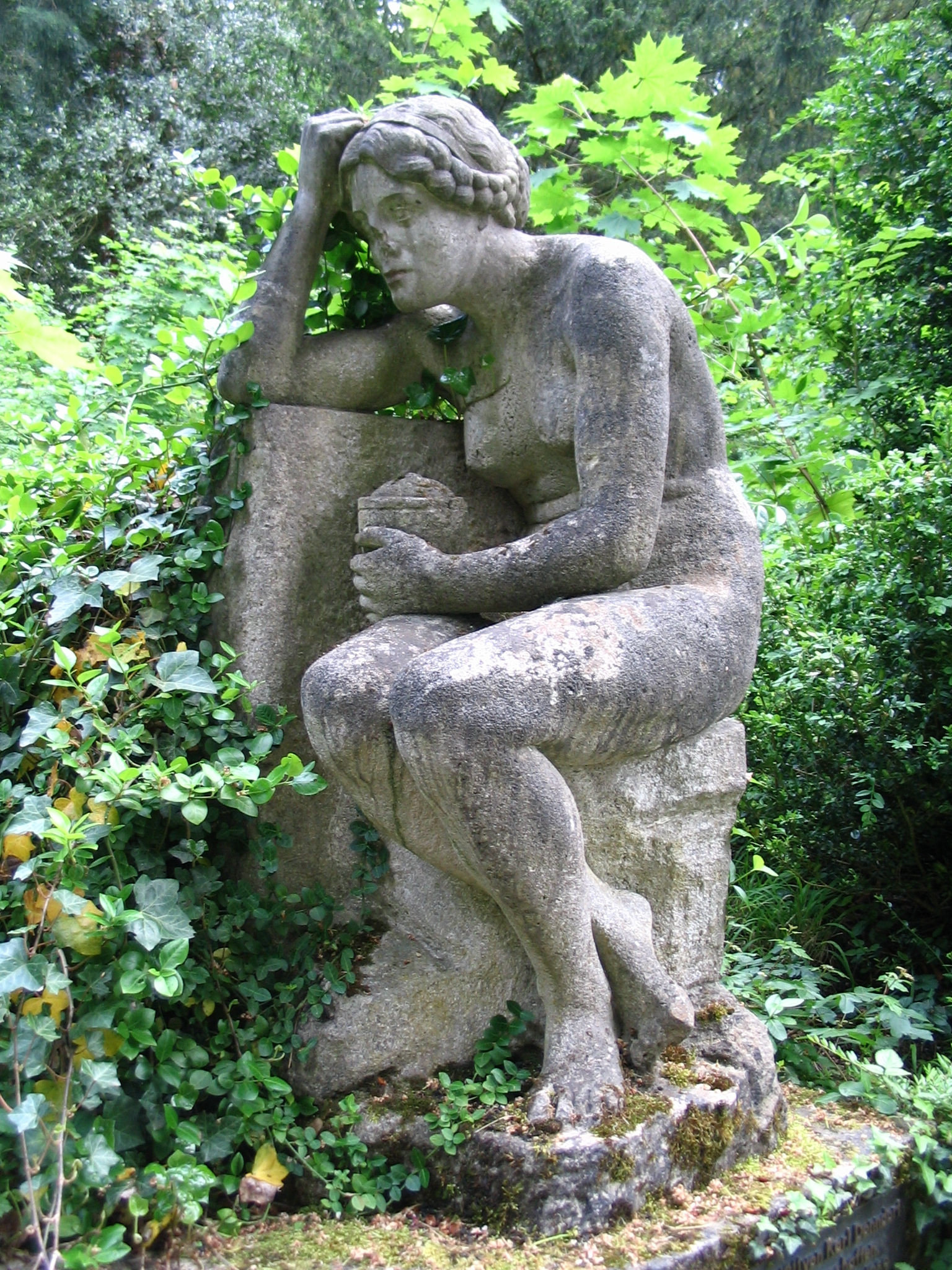
La statue de Pandore
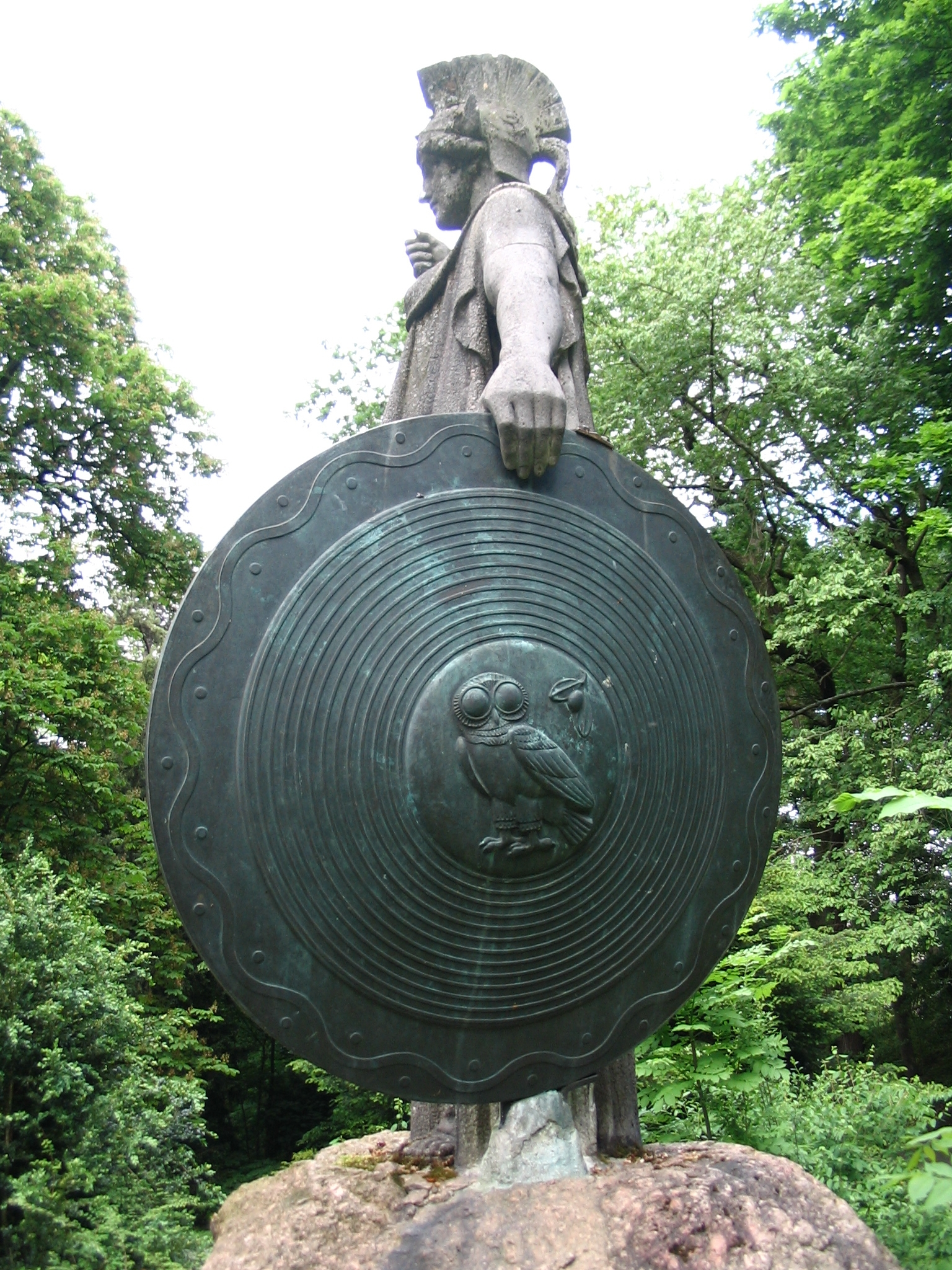
Le bouclier d'Athéna

## Voir également
- Athéna